# Rovišče pri Studencu
Rovišče pri Studencu je naselje v Občini Sevnica.